# Martha Patricia Ramírez Lucero
Martha Patricia Ramírez Lucero (La Paz, Baja California Sur, 3 de septiembre de 1952-Tijuana, Baja California, 7 de septiembre de 2021) fue una política y abogada mexicana, miembro del partido Movimiento Regeneración Nacional (Morena). Fue diputada federal para el periodo de 2018 a 2021.

## Reseña biográfica

### Estudios y carrera profesional
Nació en la ciudad de La Paz, Baja California Sur, sin embargo desde que tenía un año de edad se trasladó junto con su familia a residir en la ciudad de Tijuana, Baja California, en la que realizó todos sus estudios desde primaria, secundaria y preparatoria. En 1969 se trasladó a estudiar a la Universidad Autónoma de Guadalajara, de donde egresó como licenciada en Derecho en 1974, fecha en que retornó a Tijuana. A lo largo de su carrera, junto con la carrera judicial y política, ha ejercido su profesión de forma particular.
Se desempeñó como secretaria de Acuerdos del Juzgado Primero de lo Penal, proyectista de Sentencias del Juzgado Quinto de Distrito y secretario proyectista en el Poder Judicial de la Federación desde 1979 hasta 1989, entre 1989 y 1990 fue agente del Ministerio público del fuero común y luego subdirectora de Control de Procesos de la Procuraduría de Justicia de Baja California. 
Entre 1998 y 1999 durante seis meses titular de la Mesa de Averiguaciones Previas Especializada en Delitos Patrimoniales. Posteriormente se dedicó al ejercicio particular de su profesión, a la docencia y a organización social.

### Carrera política
Su primera actividad política se dio al ser postulada candidata a presidenta municipal de Tijuana por el Partido de la Revolución Democrática en las elecciones de 2004. En dicho proceso electoral se enfrentó a los candidatos del PAN, Jorge Ramos Hernández y del PRI, Jorge Hank Rhon, quien triunfaría en las mismas. Posteriormente permaneció en la actividad política, participando en las campañas presidenciales de 2006 y 2012 de Andrés Manuel López Obrador por el PRD, y al fundar éste su nuevo partido político, Morena, renunció a su militancia anterior a se unió a la nueva organización política.
Fue presidenta del comité municipal de Morena en Tijuana desde 2013 hasta 2015, y secretaria de Organización del comité estatal en Baja California en 2015. En 2015 fue candidata a diputada federal y en 2016 candidata a síndica, sin que hubiera sido elegida a ninguno de los dos cargos. 
En 2018 fue elegida diputada federal por la vía plurinominal a la LXIV Legislatura que concluirá en 2021. En la misma fue presidenta de la comisión Jurisdiccional y de la Sección Instructora de la misma; así mismo es secretaria de la comisión de Justicia; e integrante de la comisión de Puntos Constitucionales.